# Cnidoscolus diacanthus
Cnidoscolus diacanthus là một loài thực vật có hoa trong họ Đại kích. Loài này được (Pax & K.Hoffm.) J.F.Macbr. mô tả khoa học đầu tiên năm 1951.